# ملعب قادر هاس

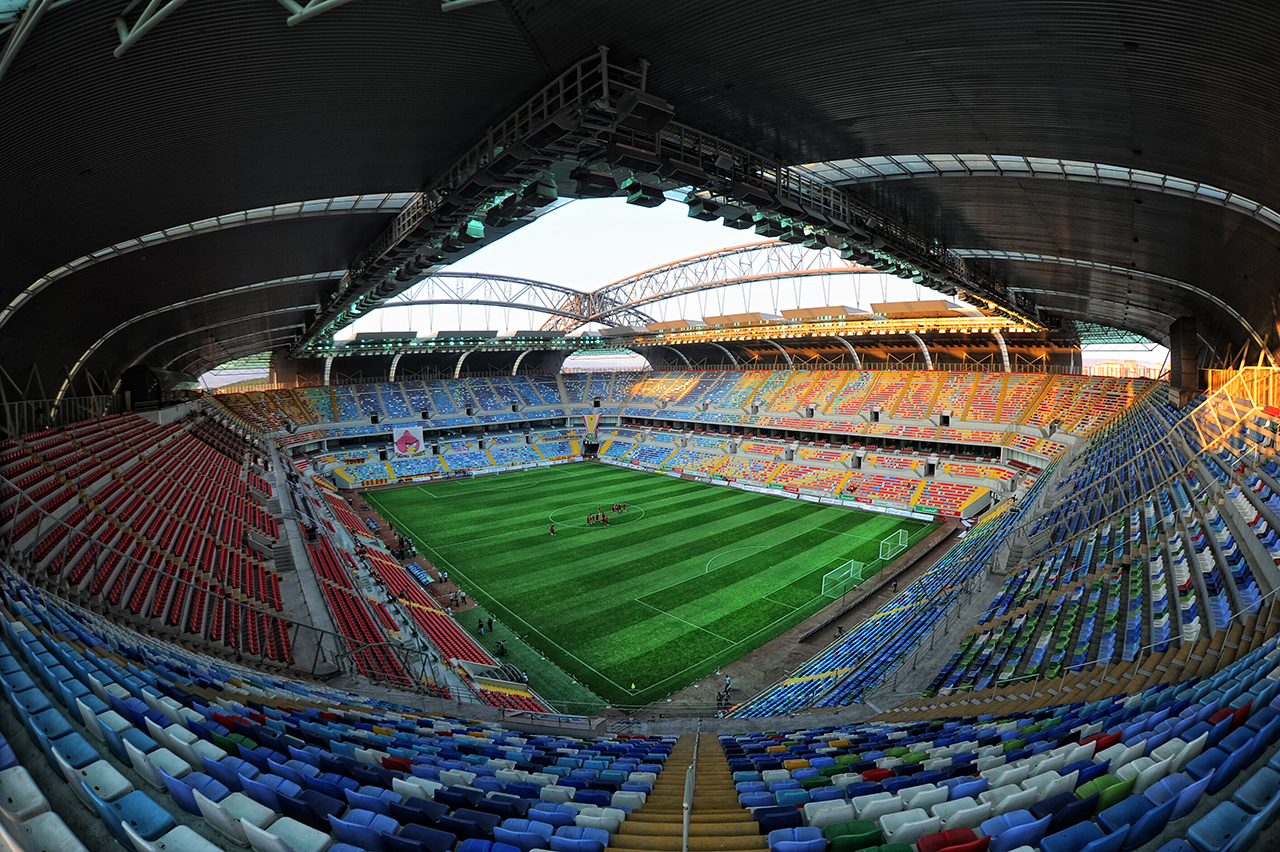
ملعب قادر هاس

ملعب قادر هاس هو ملعب متعدد الاستخدام يقع في مدينة كايسيري التركية . غالبا ما يتم استخدامه لمباريات كرة القدم . يسع الملعب لجلوس 56 ألف متفرج . يعتبر الملعب الرسمي الذي يخوض فيه منتخب تركيا مبارياته الدولية . تم افتتاح الملعب في سنة 2009 .